# Jan Nepomucen Bobrowicz
(Feliks) Jan Nepomucen Bobrowicz – in seinen Werken auch Jan N. de Bobrowicz (* 12. Mai 1805 in Krakau; † 2. November 1881 in Dresden) war ein polnischer Komponist, Gitarrenvirtuose und Verleger.

## Leben
Bobrowicz wurde im Mai 1805 in Krakau geboren und als Feliks Jan getauft, benutzte aber seinen ersten Vornamen nie. Seine Eltern Jan und Marianna stammten aus Kowno. Da sie dem Adelsstand angehörten, publizierte Bobrowicz später auch unter dem Namen de Bobrowicz. Vater Jan war Mitglied der Gesellschaft der Musikfreunde in Krakau und zeitweise für deren Konzertorganisation verantwortlich.
Über Bobrowicz' frühe musikalische Erziehung ist wenig bekannt, nach eigenen Angaben begann er bereits mit drei Jahren mit dem Gitarrespiel. Vermutlich ging er 1816 bis 1818 nach Wien, um dort Gitarrenunterricht bei Mauro Giuliani (dem wohl bedeutendsten Gitarrenvirtuosen seiner Zeit) und Kompositionsunterricht bei Carl Czerny (einem Schüler von Ludwig van Beethoven und Lehrer von Franz Liszt) oder Johann Nepomuk Hummel (zeitweise als Hofkapellmeister des Fürsten Esterhazy direkter Nachfolger von Joseph Haydn) zu erhalten.
Um 1822 trat Jan Nepomucen in die Krakauer Musikgesellschaft ein. In Krakau hatte er von 1821 bis 1830 auch seine ersten öffentlichen Auftritte und war als Komponist tätig gewesen.
1829 trat Bobrowicz als Sekretär in den Senatsdienst in Krakau ein und war als Leutnant der Kavallerie aktiv am Novemberaufstand 1830/31 beteiligt. Nach dem Ende des Aufstandes ging Bobrowicz, inzwischen als mit dem Tapferkeitszeichen dekorierter Offizier, mit der geschlagenen Truppe des Generals Rybiński nach Preußen. Von dort versuchte er, wie viele seiner Landsleute, weiter nach Westeuropa zu gelangen und überquerte Anfang 1832 unter dem Namen Tamulewicz die Grenze zum Königreich Sachsen, musste aber wegen einer Krankheit in Leipzig bleiben, wo er Leiter der „Ausländischen Bibliothek“ wurde. Da er illegal und unter falschem Namen eingereist war, stand er unter ständiger Beobachtung der sächsischen Polizeibehörden und wurde im November 1834 sogar für einige Zeit inhaftiert. Inzwischen hatte er es als Gitarrenvirtuose, der 1833 sogar als „Chopin der Gitarre“ bezeichnet worden war, und Komponist zu deutschlandweiter Anerkennung gebracht. Mehrere Verleger brachten ab 1826 seine Werke heraus. Es gelang ihm, bei Breitkopf & Härtel eine Anstellung zu erhalten. Die Familie Härtel unterstützte Bobrowicz immer wieder, so durch Schreiben an die Sicherheitsbehörden, in denen ihm politische Neutralität und Desinteresse an politischen Dingen bescheinigt wurde. Diese Darstellungen waren offensichtlich zur Beruhigung der Behörden gedacht, Bobrowicz war tatsächlich ein engagierter Verfechter der nationalen polnischen Sache.
Bobrowicz betätigte sich als Lehrer, Konzertant und Komponist. In seinen Konzerten spielte er aber in der Regel nicht seine eigenen Werke, sondern Klassiker von Paganini, Giuliani, Hummel oder Moscheles, häufig in Arrangements von Giuliani.
1836 oder 1837 heiratet Bobrowicz Friederike Victorie Henriette Petit aus einer aus Frankreich zugewanderten Kaufmannsfamilie. Das Paar bekam vier Söhne (Feliks Oskar (1838), Jozef Władysław (1840), Jan Adam Stanisław (1843), Karol Klemens Mirosław (1848)) und vier Töchter (Zofia Helena (1841), Wiktoria Maria Wanda (1842), Aleksandra Jadwiga Malwina (1844), Maria Kazimiera (1846)).
1848 wurde Bobrowicz eingebürgert und eröffnete sein eigenes Verlagsgeschäft, die Librairie étrangère, in der in den folgenden Jahren hunderte Werke vor allem polnischer Literatur herausgegeben wurden. Allerdings verliefen die Geschäfts nicht erfolgreich, so dass Bobrowicz 1858 nach Dresden zog, wo er weiterhin als Verleger tätig war und 1881 im Alter von 76 Jahren an einem Schlaganfall starb.

## Kompositionen
Die erste überlieferte Komposition Bobrowicz' ist das 1826 bei F. Piller in Lvov erschienene Op. 6. Die letzte überlieferte Ausgabe erschien 1837 bei Breitkopf & Härtel in Leipzig (Op. 30). Insgesamt umfasst das kompositorische Werk:
- 17 Kompositionen mit Opusnummern (Op. 6 bis Op. 30)
  - darunter: Grand Polonaise, Op. 24
- 5 Kompositionen ohne Opusnummer (Arrangements oder Übersetzungen)
- 15–25 verlorene Werke (fehlende Opusnummern)

Die meisten seiner Gitarrenwerke sind als Thema mit Variationen geschrieben. Ophee beschreibt sein Kompositionswerk als Verbindung der technischen Qualitäten Giulianis mit der harmonischen Sprache Chopins.